# I (группа)
I — хеви-метал-супергруппа из Норвегии.
Группа была создана в 2005 году Аббатом, гитаристом и вокалистом на тот момент завершившей своё существование группы Immortal. В коллектив также вошли первый барабанщик Immortal Армагедда, гитарист Enslaved Арве Исдал и басист Gorgoroth King, а лирику для альбома Аббат попросил написать Демоназа.
Дебютный и единственный на данный момент альбом группы "Between Two Worlds" был выпущен 3 ноября 2006 года в Великобритании и 14 ноября 2006 года в Соединенных Штатах на лейбле Nuclear Blast. После выпуска альбома деятельность группы была приостановлена в связи с возрождением Immortal. Их первое и единственное живое выступление состоялось на фестивале "Hole in the Sky" в Бергене 26 августа 2006 года. В 2007 году Аббат заявил, что начал работать над новыми песнями для следующего альбома, хотя с тех пор никаких дальнейших комментариев сделано не было. Учитывая, что Аббат основал группу Abbath в 2015 году после своего ухода из Immortal вместе с басистом King ov Hell, маловероятно, что в будущем появится еще один альбом группы I.
В рамках продвижения своего нового проекта Abbath исполнил песню Warriors в октябре 2015 года.
На стиль и лирику огромное влияние оказала группа Bathory. 

## Стиль
Группа исполняет необработанный блэк-металлический вокал Аббата в сопровождении классического металлического звучания. Бласт-биты и некоторые другие структурные черты блэк-метала были исключены, что придает группе больше классического металлического звучания, но влияние блэк-метала все еще очевидно, придавая группе уникальный звук.

## Состав
- Аббат (Ольве Эйкему) — вокал, гитара
- Ice Dale (Арве Исдал) — гитара
- T.C. King (Том Като Виснес) — бас
- Армагедда — ударные
- Демоназ (Харальд Невдал) — лирика

## Дискография
- Between Two Worlds (2006)